# Corydalus tridentatus
Corydalus tridentatus is een insect uit de familie Corydalidae, die tot de orde grootvleugeligen (Megaloptera) behoort. De soort komt voor in Brazilië. Het holotype van de soort wordt bewaard in het Museum für Naturkunde in Berlijn. Een synoniem is Corydalus nigripes (Stitz, 1914).